# Wolha Barabanschtschykawa
Wolha Uladsimirauna Barabanschtschykawa (belarussisch Вольга Уладзіміраўна Барабаншчыкава; * 2. November 1979 in Minsk) ist eine ehemalige belarussische Tennisspielerin.

## Karriere
Von 1996 bis 2003 spielte sie für das belarussische Fed-Cup-Team, für das sie 33 ihrer 50 Partien gewinnen konnte.
Ihr größter Erfolg war der vierte Platz in der Doppelkonkurrenz bei den Olympischen Spielen 2000 in Sydney an der Seite von Natallja Swerawa. Bereits an den Olympischen Spielen 1996 in Atlanta hatte sie zusammen mit Swerawa teilgenommen und das Achtelfinale erreicht.
Im Jahr 2000 stand sie im Einzel außerdem im Achtelfinale von Wimbledon, es war ihr bestes Abschneiden bei einem Grand-Slam-Turnier.
Ihren letzten Auftritt auf der Profitour hatte sie im März 2004 bei einem ITF-Turnier in St. Petersburg.

## Turniersiege

### Einzel
| Nr. | Datum            | Turnier  | Kategorie   | Belag             | Finalgegnerin   | Ergebnis      |
| --- | ---------------- | -------- | ----------- | ----------------- | --------------- | ------------- |
| 1.  | 28. Oktober 1995 | Poitiers | ITF $25.000 | Hartplatz (Halle) | Olena Tatarkowa | 6:3,6:1       |
| 2.  | 2. März 1997     | Bushey   | ITF $25.000 | Teppich (Halle)   | Raluca Sandu    | 6:1, 7:6      |
| 3.  | 27. Oktober 2002 | Opole    | ITF $25.000 | Teppich (Halle)   | Anna Bastrikowa | 2:6, 6:3, 6:3 |

### Doppel
| Nr. | Datum            | Turnier     | Kategorie   | Belag             | Partnerin             | Finalgegnerinnen                  | Ergebnis      |
| --- | ---------------- | ----------- | ----------- | ----------------- | --------------------- | --------------------------------- | ------------- |
| 1.  | 28. Januar 1995  | Pontevedra  | ITF $25.000 | Hartplatz (Halle) | Paula Hermida         | Katia Altilia Stephanie Content   | 6:3, 6:3      |
| 2.  | 2. November 1996 | Poitiers    | ITF $25.000 | Hartplatz (Halle) | Nirupama Sanjeev      | Anique Snijders Noëlle van Lottum | 6:2, 6:3      |
| 3.  | 15. Februar 2003 | Southampton | ITF $25.000 | Hartplatz (Halle) | Nadeschda Ostrowskaja | Giulia Casoni Roberta Vinci       | 6:3, 6:4      |
| 4.  | 22. Februar 2003 | Redbridge   | ITF $25.000 | Hartplatz (Halle) | Nadeschda Ostrowskaja | Katarina Misić Dragana Zarić      | 6:4, 1:6, 7:5 |

## Abschneiden bei Grand-Slam-Turnieren

### Einzel
| Turnier         | 1997 | 1998 | 1999 | 2000 | 2001 | Karriere |
| --------------- | ---- | ---- | ---- | ---- | ---- | -------- |
| Australian Open | —    | 3    | —    | 2    | 1    | 3        |
| French Open     | 1    | 1    | 2    | 1    | —    | 2        |
| Wimbledon       | 2    | 1    | 2    | AF   | —    | AF       |
| US Open         | 3    | 2    | 1    | 1    | —    | 3        |